# Frontó Atano III
El Frontó Atano III és el frontó de capçalera a Sant Sebastià, situat a la Ciutat esportiva d'Anoeta.
Essent-ne propietari l'ajuntament, fou inaugurat el 17 de juliol de 1963 com a Frontó Anoeta, però canvià de nom el 1995 arran d'unes reformes per tal d'homenatjar el millor pilotari guipuscoà de tots els temps, Mariano Juaristi Mendizabal (Atano III).
És un frontó curt, de 36m, apte doncs per a jugar a pilota a mà o a pala curta, amb capacitat per a fins a 1.856 persones. Per això sol ser seu de la final del campionat més important de la temporada, el Manomanista.